# تاکاهیرو اوشیما
تاکاهیرو اوشیما (انگلیسی: Takahiro Oshima؛ زادهٔ ۱۴ آوریل ۱۹۸۸) بازیکن فوتبال اهل ژاپن است.
از باشگاه‌هایی که در آن بازی کرده‌است می‌توان به باشگاه فوتبال کاشیوا ریسول اشاره کرد.